# Усатова, Нина Николаевна
Ни́на Никола́евна Уса́това (род. 1 октября 1951, Михайловский поссовет, Алтайский край) — советская и российская актриса театра и кино; народная артистка РФ (1994), лауреат Государственной премии России (2001), двух премий «Ника» (1996, 2000) и «Золотой орёл» (2010, 2014), «Золотая маска» (2023). С 1989 года — артистка РГАБДТ имени Г. А. Товстоногова.

## Биография

### Ранние годы
Нина Усатова Родилась 1 октября 1951 года на станции Малиновое Озеро, которая была расположена в пяти км от рабочего посёлка Михайловский Михайловского поссовета Михайловского района Алтайского края, ныне посёлок при станции не существует, а р. п. Михайловский переименован в пгт Малиновое Озеро Малиновоозёрского поссовета Михайловского района Алтайского края. В семилетнем возрасте вместе с родителями, бабкой, дедом и сёстрами переехала в Курганскую область. Окончила среднюю школу № 30 в Кургане.
С 1969 по 1973 год пыталась поступить в Щукинское училище при Вахтанговском театре. Работала сновальщицей на суконной фабрике «Красный Октябрь» в городе Боровске Калужской области, директором Дома культуры и готовилась ко вступительным экзаменам.
В 1974 году поступила на режиссёрский факультет театрального училища имени Б. В. Щукина (курс Б. Е. Захавы и М. Р. Тер-Захаровой) и в 1979 году его окончила.

### Карьера
Окончив учёбу в 1979 году, Нина Николаевна поехала проходить практику в город Котлас Архангельской области. Сыграла в местном театре двенадцать ролей. В это время в Ленинграде открылся Молодёжный театр, и в 1980 году начинающая актриса уехала туда. Играла в спектаклях Владимира Малыщицкого и Ефима Падве.
В 1989 году Нина Усатова пришла в труппу Ленинградского академического Большого драматического театра имени М. Горького, ныне Российский государственный академический Большой драматический театр имени Г. А. Товстоногова.
В кино актриса дебютировала в 1981 году, первой её ролью стала портниха в телевизионном фильме «Куда исчез Фоменко?» Известность пришла после роли немой в фильме «Холодное лето пятьдесят третьего…»
В 1995 году принимала участие в серии телевизионных роликов социальной тематики под общим названием «Русский проект». Актриса сыграла провинциальную женщину, прибывшую в Москву и увидевшую своего сына в почётном карауле на Красной площади.

### Общественная позиция
26 февраля 2022 года, в числе других известных артистов и руководителей театров, обратилась с открытым призывом остановить российское вторжение на Украину.

### Личная жизнь
Сын — Николай (род. 1988), юрист. С отцом Николая у Н. Усатовой брак не был зарегистрирован. 
Муж — Юрий Гурьев, лингвист (французский и немецкий языки), актёр («Апостол», «Пелагия и белый бульдог», «Баллада о бомбере», «Раскол»).

## Творчество

### Театр
Молодёжный театр на Фонтанке
- «Вечер» А. А. Дударева, режиссёр — Е. М. Падве — Ганна
- спектакль-кабаре «Звучала музыка в саду», реж. — Е. М. Падве
- «Беда» И. Меттера, реж. — В. А. Малыщицкий — Старуха
- «Диалоги» А. М. Володина, реж. — В. А. Малыщицкий
- «Четыре песни в непогоду» А. М. Володина, реж. — В. А. Малыщицкий — Дульсинея
- «Сотников» по повести В. В. Быкова, реж. — В. А. Малыщицкий — Демчиха
- «И дольше века длится день» по роману Ч. Т. Айтматова, реж. — Е. М. Падве — Укубала

Большой драматический театр имени Г. А. Товстоногова
- 1990 — «За чем пойдёшь, то и найдёшь», по пьесе А. Н. Островского (реж. Дмитрий Астрахан) — Белотелова
- 1990 — «Коварство и любовь», по пьесе Ф. Шиллера (реж. Темур Чхеидзе) — Жена Миллера (снят с репертуара в мае 2005 года[11][12])
- 1991 — «Удалой молодец — гордость Запада», по пьесе Д. Синга (реж. Дмитрий Астрахан) — Вдова Куин
- 1994 — «Кадриль», по пьесе В. Гуркина (реж. Андрей Максимов) — Макеевна
- 1997 — «Семейный портрет с посторонним» С. Лобозёрова (реж. Андрей Максимов) — Катерина
- 2007 — «Блажь!», по пьесе А. Н. Островского и П. М. Невежина (реж. Геннадий Тростянецкий)  — Серафима Сарытова
- 2014 — «Эрендира», по пьесе Г. Гарсиа Маркеса (реж. Фёдор Лавров) — Бабушка[13]
- 2018 — «Слава», по пьесе В. Гусева (реж. Константин Богомолов) — Мотылькова Марья Петровна
- 2022 — «Материнское сердце», по рассказам Василия Шукшина (реж. Андрей Могучий) — Авдотья Громова[14]

Продюсерский центр «НикАрт»
- 1998 — «Мужчина, постойте!», по пьесе Н. Птушкиной «Ненормальная» (реж. Виктор Крамер) — Она — фото фото 1

Продюсерская компания «ТеатрДом»
- «Любовь — не картошка, не выбросишь в окошко», по пьесе Степана Лобозёрова (реж. Андрей Максимов)  — Катерина
- «Супница, или Кипящие страсти», по пьесе Робера Ламурё (реж. Геннадий Тростянецкий)  — Виолетт

### Фильмография
- 1981 — Куда исчез Фоменко? — портниха (роль озвучила Нина Русланова)
- 1983 — Небывальщина — жена Незнама, крестьянка
- 1984 — Ольга и Константин — Настя Тихомирова, работница колхозной фермы, подруга Ольги Морозовой
- 1984 — Мой друг Иван Лапшин — жена (вдова) главаря банды Соловьёва (эпизод)
- 1985 — Вот моя деревня — Зоя, жена Родиона Пегова
- 1985 — Свидетель — директор детского дома
- 1986 — Обида — Машка
- 1986 — При открытых дверях — Нина Александровна
- 1987 — Садовник — Маруся, почтальонша
- 1987 — Байка — Малаша
- 1987 — Прощай, шпана замоскворецкая… — мать Богдана
- 1987 — Холодное лето пятьдесят третьего… — Лидия Матвеевна, глухонемая
- 1988 — Серая мышь — Неля
- 1988 — Фонтан — Любовь Андреевна, начальник ЖЭКа
- 1988 — Штаны — односельчанка актёра Даниила Бацанова
- 1989 — Под небом голубым… — Костырина
- 1989 — Софья Петровна — предместкома
- 1990 — Николай Вавилов — председатель колхоза
- 1990 — Анекдоты — Ульяна
- 1991 — Ой, вы, гуси — Даша, жена Петра Иванова
- 1991 — Чича — Люся, жена Степана Васильевича Чичулина («Чичи»)
- 1992 — Прощальные гастроли — Вера Рудакова
- 1992 — Увидеть Париж и умереть — Фарида, соседка по коммуналке
- 1992 — Чекист — уборщица в ЧК
- 1993 — Окно в Париж — Верка, жена Николая Горохова
- 1995 — Прибытие поезда (новелла «Экзерсис № 5») —
- 1995 — Мусульманин — тётка Соня, мать Коли Иванова
- 1995 — Роковые яйца — Маня, жена Александра Семёновича Рокка
- 1995 — Русский проект (ролики «Помни о близких», «Сборка») — мама Димы
- 1997 — Американка — Матильда Вячеславовна
- 1998 — Три женщины и мужчина — Нина
- 1998 — Зал ожидания — Галина Васильевна Коновалова, миллиардерша
- 1998 — Женская собственность — Райка, директор кинокартины
- 1999 — Кадриль — Макеевна
- 1999 — Барак — Полина, жена татарина Карима
- 1999 — Поклонник — Ирина Сергеевна
- 1999 — Страстной бульвар — Жемчужина, жена Дукина, актриса театра кукол
- 2000 — 8 марта — Вера
- 2001 — Next — Клава
- 2001 — Дикарка — Мавра Денисовна, нянька Вари
- 2002 — Закон — Александра Степановна Берда, судья
- 2002 — По ту сторону волков — Никитична, молочница
- 2002 — Кавказская рулетка — Мария, мать пленного российского солдата
- 2002 — Next 2 — Клава
- 2003 — Бедная Настя — Варвара, кухарка в имении барона Корфа
- 2003 — Особенности национальной политики — Инна Усман
- 2003 — Next 3 — Клава
- 2004 — Стервы, или Странности любви — Людмила
- 2004 — Вечерний звон —
- 2004 — Прощальное эхо — мать Наташи
- 2005 — Двенадцать стульев — мадам Грицацуева
- 2005 — Гибель империи — Зайцева, тётка Тани Зайцевой
- 2005 — Дело о «Мёртвых душах» — Анна Андреевна, жена губернатора Антона Антоновича Сквозник-Дмухановского
- 2006 — Парк советского периода — Клавдия Фёдоровна Лежук
- 2006 — Последний забой — Галина, жена шахтёра Сергея
- 2006 — Зеркало фараона — Лолита Сергеевна
- 2006 — Остров — жена тяжелобольного Михаила, считавшая себя вдовой
- 2006 — Волкодав из рода Серых Псов — предводительница харюков
- 2007 — Дочки-матери — Инна Кравченко, заведующая родильным домом № 25
- 2007 — Бумеранг — Анна Петровна
- 2008 — Всё могут короли — Таисия Григорьевна, консьержка в доме Макса Шальнова
- 2009 — Улыбка Бога, или Чисто одесская история — мадам Марья Парнокопытенко
- 2009 — Фонограмма страсти — Регина
- 2009 — Пелагия и белый бульдог — Марья Афанасьевна Татищева, богатая помещица, хозяйка белых бульдогов, тётя архиерея Митрофания
- 2009 — Банкрот — Аграфена Кондратьевна Большова, жена купца Самсона Силыча Большова, мать Олимпиады Самсоновны (Липочки)
- 2009 — Большая нефть — Дора Семёновна
- 2009 — Поп — матушка Алевтина, жена отца Александра Ионина
- 2010 — Не надо печалиться — Клавдия
- 2010 — Тульский Токарев — Маргарита, хозяйка магазина
- 2010 — Вдовий пароход — Капитолина Васильевна Гущина, соседка Анфисы по коммунальной квартире
- 2011 — Баллада о бомбере (Россия, Украина) — Мария Савчук, командир партизанского отряда
- 2011 — Фурцева — Матрёна Николаевна, мать Фурцевой
- 2011 — Сделано в СССР — Марья Васильевна Шишова[15]
- 2011 — Огуречная любовь — Антонина
- 2013 — Легенда № 17 — врач
- 2013 — 1943 — мать полицая
- 2013 — Ледников — Маргарита Николаевна Кукушкина («Марго»), главный редактор издания криминальной хроники
- 2013 — Станица — Надежда Алексеевна Волкова
- 2013 — Раз, два! Люблю тебя!
- 2014 — Земский доктор. Любовь вопреки — Тома, тётя Милы из Одессы
- 2016 — Экипаж — сотрудница фонда
- 2017 — Хранитель — Катира, вдова казахского чабана
- 2018 — Берёзка — Лариса, костюмер
- 2019 — Управдомша — Глафира Ивановна
- 2019 — За счастьем — баба Аля
- 2019 — Невеста комдива — Людмила Васильевна Кузина, мать Анатолия
- 2019 — Одесский пароход — бабушка Сёмы
- 2020 — Теорема Пифагора — Тамара Яковлевна, мать Алёны
- 2021 — 2025 — Склифосовский — Ирина Фёдоровна Успенская (с 8-го сезона) администратор турбазы «Горный Орёл», далее — пациентка «Склифа». Со 162-й серии — регистратор.
- 2021 — Комета Галлея — Мария Константиновна, завуч в средней общеобразовательной школе (эпизод)[16]

### Озвучивание
- 1984 — Мой друг Иван Лапшин — Катерина (роль В. Поповой)
- 1997 — Брат — мать Данилы и Виктора (роль Татьяны Захаровой)
- 2000 — Брат 2 — мать Данилы и Виктора (роль Татьяны Захаровой)
- 2001 — Сёстры — бабушка (роль Татьяны Ткач)
- 2006 — Гора самоцветов. Шиш (мультфильм) — читает текст

## Награды и достижения
Почётные звания:
- Заслуженная артистка РСФСР (30 сентября 1988 года)
- Народная артистка Российской Федерации (12 февраля 1994 года) — за большие заслуги в области театрального искусства[2]

Государственные премии:
- Лауреат Государственной премии Российской Федерации (2001)

Ордена и медали:
- Медаль Пушкина (13 февраля 2004 года) — за большой вклад в развитие отечественного театрального искусства[17]
- Медаль ордена «За заслуги перед Отечеством» II степени (5 февраля 2009) — за большой вклад в развитие отечественного театрального искусства и многолетнюю плодотворную деятельность[18]
- Орден Дружбы (24 января 2018 года) — за заслуги в развитии отечественной культуры и искусства, многолетнюю плодотворную деятельность[19]

Другие награды, премии и общественное признание:
- Лауреат фестиваля актёров кино «Созвездие» (1992)
- Лауреат премии «Золотой овен» (1994)
- Лауреат кинофестиваля православного кино «Золотой Витязь» (1995)
- Лауреат фестиваля «Кинотавр» (1995)
- Премия «Ника» в номинации «За лучшую женскую роль» (1995, 1999)
- Лауреат премии «Юнона» (1996)[20]
- Лауреат IV Всероссийского кинофестиваля «Виват, кино России!» (1998)
- Премия «Золотой орёл» в номинации «Лучшая женская роль второго плана» за роль матушки Алевтины в фильме «Поп» (2009) и врача в госпитале в фильме «Легенда № 17» (2013).

## Документальные фильмы
- «Любимые актёры» — это фильм-портрет.  Российский национальный филиал МТРК «МИР», 2012 год.
- Нина Усатова. Мне предлагали роль Офелии.  К Юбилею Нины Усатовой. БеМиС Продакшн, 2011, автор: Марина Максимик, продюсер: Светлана Березина.